# Margareta Gudmundson
Inga Margareta Gudmundson, född 20 april 1947 i Stockholm, är en svensk skådespelare.
Gudmundson studerade vid Statens scenskola i Stockholm 1971–1974. Därefter har hon varit engagerad vid Norrbottensteatern, Västmanlands länsteater och Riksteatern samt varit scenframställningslärare vid Teaterhögskolan i Luleå.

## Filmografi
- 1993 – Kärlekens himmelska helvete
- 1996 – Tidningsutbärare Tord
- 2002 – Svenska slut (TV-serie)
- 2002 – Grabben i graven bredvid
- 2003 – Min första kärlek
- 2006 – Inga tårar
- 2010 – Bröderna Karlsson

## Teater

### Roller (ej komplett)
| År   | Roll                | Produktion                                                                    | Regi            | Teater             |
| ---- | ------------------- | ----------------------------------------------------------------------------- | --------------- | ------------------ |
| 1980 | Katarina Minola     | Så tuktas en argbigga (The Taming of the Shrew) William Shakespeare           | Katariina Lahti | Norrbottensteatern |
| 1992 |                     | Oliver Twist Charles Dickens                                                  | Dag Norgård     | Norrbottensteatern |
| 1994 | Alex mor Dr Brandom | A Clockwork Orange Anthony Burgess                                            | Dag Norgård     | Norrbottensteatern |
| 2002 |                     | Dubbla signaler (Alarms (and excursions) - More plays than one) Michael Frayn | Peter Engkvist  | Norrbottensteatern |